# Болоньяно
Болоньяно (італ. Bolognano) — муніципалітет в Італії, у регіоні Абруццо,  провінція Пескара.
Болоньяно розташоване на відстані близько 130 км на схід від Рима, 50 км на схід від Л'Аквіли, 35 км на південний захід від Пескари.

Населення — 1130 осіб (2014).

## Демографія
Населення за роками:

Станом на 1 січня 2023 року в муніципалітеті офіційно проживало 75 іноземців з 18 країн, серед них 16 громадян країн Євросоюзу та 6 громадян України.

## Сусідні муніципалітети
- Караманіко-Терме
- Кастільйоне-а-Казаурія
- Салле
- Сан-Валентіно-ін-Абруццо-Читеріоре
- Скафа
- Токко-да-Казаурія
- Торре-де'-Пассері